# Le croque-mort s'en mêle
Pour plus de détails, voir Fiche technique et Distribution.
Le croque-mort s'en mêle (The Comedy of Terrors) est un film américain réalisé par Jacques Tourneur, sorti en 1963.

## Synopsis
Nouvelle-Angleterre, dans les années 1890. L'entreprise de pompes funèbres fondée par Hinchley périclite depuis que son horrible gendre Trumbull la dirige, secondé par un Gillie servile qu'il fait chanter et terrorise.
Quand Black, son propriétaire, lui réclame un arriéré d'un an de loyers, Trumbull, pour se renflouer, renoue avec sa détestable habitude d'aider des personnes fortunées à devoir recourir à ses services.
Phipps, un homme charmant avec lequel Trumbull se félicite d'avoir eu des rapports fort urbains, est le premier des « clients » ainsi « recrutés », et le corbillard de Hinchley and Co attend opportunément dans l'allée la découverte de son corps. Mais Mme Phipps ne se montre pas à l'enterrement : elle a déjà déménagé avec meubles et bagages. Tout est à refaire.
Trumbull jette alors son dévolu sur Black lui-même, faisant ainsi d'une pierre deux coups, et celui-ci meurt volontiers, mais ressuscite tout aussi facilement, en réalité sujet à des crises d'épilepsie qui le plongent dans un état de totale catatonie. Cent fois sur le métier il faut remettre l'ouvrage, et poursuivants comme poursuivis meurent tour à tour, mais généralement pour peu de temps, tandis que  Gillie et Mme Trumbull, enfin décidée à se libérer de son tortionnaire de mari, se jurent un amour éternel...

## Fiche technique
- Titre français : Le croque-mort s'en mêle
- Titre original : The Comedy of Terrors
- Réalisation : Jacques Tourneur
- Scénario : Richard Matheson
- Musique : Les Baxter
- Photographie : Floyd Crosby
- Montage : Anthony Carras
- Décors : Harry Reif
- Costumes : Marjorie Corso
- Production : James H. Nicholson & Samuel Z. Arkoff
- Société de production et de distribution : American International Pictures
- Pays :  États-Unis
- Langue : Anglais
- Format : Couleur - Mono - 35 mm - 2.35:1
- Genre : Comédie horrifique
- Durée : 80 min
- Date de sortie :
  - États-Unis : 25 décembre 1963 (première à Détroit)

## Distribution
- Vincent Price (VF : Gabriel Cattand) : Waldo Trumbull
- Peter Lorre (VF : Jean Berger) : Felix Gillie
- Joyce Jameson (VF : Anne Kerylen) : Amaryllis Trumbull
- Boris Karloff (VF : Roger Lumont) : Amos Hinchley
- Basil Rathbone (VF : René Bériard) : John F. Black
- Joe E. Brown : Le gardien du cimetière
- Beverly Powers : Mme Phipps
- Paul Barselou : Riggs
- Linda Rogers : la bonne des Phipps

## Autour du film
Le titre original détourne celui de Shakespeare, La Comédie des erreurs.
Le film était pensé pour réunir Vincent Price, Peter Lorre et Boris Karloff après The Raven (Le Corbeau). Boris Karloff devait initialement jouer le rôle  de Black, mais à l'approche du tournage, l'aggravation de ses problèmes de santé lui a fait confier celui de Hinchley.
Une novélisation de The Comedy of Terrors a été écrite en 1964 par Elsie Lee d'après le scénario de Richard Matheson. Elle a été publiée par Lancer Books en livre de poche, avec des modifications sur la fin de l'histoire.

## Accueil
S'il ne perd pas d'argent, le succès du film est mitigé à sa sortie.
Les premières critiques ne sont alors pas fameuses. Le New York Times le qualifie de « sac de tours rouillé et moisi, truqué comme une farce d'horreur ». Pour Variety, il « laisse beaucoup à désirer. La matière première d'une joyeuse parodie d'horreur est là, mais la retenue et la perception comique nécessaires pour tirer profit de ces ressources naturelles font manifestement défaut ». Le Los Angeles Times y voit une « série de gags prévisibles répétés à l'infini, à la va-vite ». Le Monthly Film Bulletin se montre plus positif, jugeant Price et Lorre « splendides » et le scénario de Matheson exempt du « laxisme qui a ralenti certains passages de The Raven, et construit un mécanisme solidement élaboré basé sur un minimum de gags courants ».
Les critiques ultérieures du film seront plus positives. L'auteur et critique Leonard Maltin lui accorde 2,5 étoiles sur 4, en félicitant le casting. Movie Chambers le crédite d'une note B+, et écrit : « une comédie d'horreur à grand déploiement qui se déroule en Nouvelle-Angleterre au XIXe siècle avec certains des meilleurs noms du métier. Outre Price, il y a Boris Karloff, Peter Lorre, Basil Rathbone et, dans un rôle court mais drôle, Joe E. Brown ».
Sur Rotten Tomatoes, le film obtient une note de 89 % sur la base de 9 critiques, avec une note moyenne de 7,28/10. La moyenne spectateurs sur Allociné est de 3,0/5 pour 36 notes.